# Người Alawite

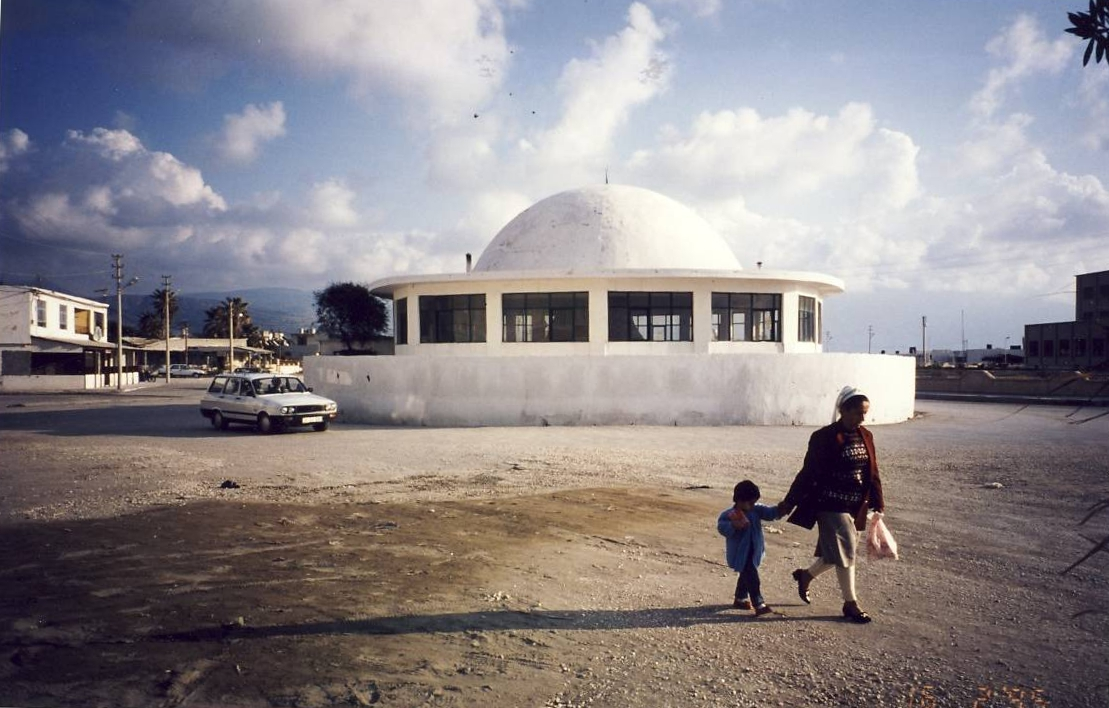
Một nơi ở của người Alawites

Người Alawites (tiếng Ả-rập: العلويون/al-ʿAlawiyyūn) là một nhóm dân tộc tôn giáo Ả Rập sống chủ yếu ở khu vực Levant ở Tây Á và theo dòng Hồi giáo Alawism. Đây là giáo phái Hồi giáo tách ra từ dòng Shia ban đầu thành một nhánh ghulat vào thế kỷ thứ IX. Người Alawite tôn kính Ali ibn Abi Talib mà theo họ là vị Imam đầu tiên trong trường phái Shi'ism, như một biểu hiện của bản chất thiêng liêng. Đây cũng là giáo phái Ghulāt duy nhất vẫn còn tồn tại cho đến ngày nay Nhóm này được thành lập bởi Ibn Nusayr vào thế kỷ thứ IX là đệ tử của Imam thứ mười, Ali al-Hadi, và của Imam thứ mười một là Hasan al-Askari nên từ chuyện này, người Alawite cũng được gọi là Nusayris. Các cuộc khảo sát cho thấy người Alawite đại diện cho một bộ phận quan trọng của người Syria và là một nhóm thiểu số đáng kể ở tỉnh Hatay của Thổ Nhĩ Kỳ và miền bắc Liban. Ngoài ra còn có một nhóm dân cư sống ở làng Ghajar ở cao nguyên Golan, nơi từng có hai ngôi làng Alawite khác (Ayn Fit và Za'ura) trước Chiến tranh Sáu ngày. 
Người Alawite hợp thành nhóm tôn giáo chiếm ưu thế trên bờ biển Syria và các thị trấn gần bờ biển, nơi cũng có người Sunni, Người theo đạo Thiên chúa và Ismaili sinh sống. Họ thường bị nhầm lẫn với nhóm Alevis, một nhóm tôn giáo riêng biệt ở Thổ Nhĩ Kỳ có một số điểm tương đồng với người Alawite nhưng cũng có những điểm khác biệt chính. Kinh Qur'an là một trong những sách thánh thư của họ, nhưng cách diễn giải của nó khác đáng kể so với cách diễn giải của người Hồi giáo Shia và phù hợp với Batiniyya thời kỳ đầu và các giáo phái ghulat khác. Thần học và nghi lễ của người Alawite khác biệt rõ rệt so với Hồi giáo Shia ở một số điểm quan trọng, nhiều nghi lễ của người Alawite liên quan đến việc uống rượu vang và giáo phái này không cấm những người theo giáo phái nàyuống rượu. Là một tín điều dạy cách đọc tượng trưng/bí truyền của Āyah (các câu thơ trong kinh Qur'an), thần học Alawite dựa trên niềm tin vào sự tái sinh và coi Ali là hiện thân thiêng liêng của Chúa. Năm 2011, ước tính có khoảng 150.000 người Alawite ở Lebanon vốn là nơi họ đã sinh sống ít nhất từ thế kỷ XVI. Họ là một trong 18 giáo phái chính thức của Liban. Người Alawite Liban sống chủ yếu ở khu phố Jabal Mohsen của Tripoli và ở 10 ngôi làng trong quận Akkar.